# STS-36
STS-36 (ang. Space Transportation System) – szósty lot amerykańskiego wahadłowca kosmicznego Atlantis. Była to trzydziesta czwarta misja w ramach programu lotów wahadłowców.

## Załoga
źródło
- John Creighton (2)*, dowódca (CDR)
- John Casper (1), pilot PLT)
- Richard "Mike" Mullane (3), specjalista misji 1 (MS1)
- David Hilmers (3), specjalista misji 2 (MS2)
- Pierre Thuot (1), specjalista misji 3 (MS3)

*(liczba w nawiasie oznacza liczbę lotów odbytych przez każdego z astronautów)

## Parametry misji
- Masa:
  - startowa orbitera: utajniona
  - lądującego orbitera: 84 912 kg
  - ładunku: 19 600 kg[3]
- Perygeum: 198 km
- Apogeum: 204 km
- Inklinacja: 62,0°
- Okres orbitalny: 88,5 min

## Cel misji
Wojskowa misja wahadłowca – umieszczenie na orbicie satelity rozpoznania fotograficznego typu Key Hole – KH 11-10. Satelita ten prawdopodobnie uległ awarii po umieszczeniu na orbicie.